# Konungsunds församling
Konungsunds församling var en församling i Linköpings stift inom Svenska kyrkan i Norrköpings kommun. Församlingen uppgick 2008 i Västra Vikbolandets församling.
Församlings kyrka var Konungsunds kyrka.
2006 fanns det 230 invånare i församlingen.

## Administrativ historik
Församlingen bildades omkring 1220. 
Församlingen utgjorde till 1 maj 1918 ett eget pastorat för att därefter till 1962 vara annexförsamling i pastoratet Östra Stenby och Konungsund. Från 1962 till 2008 var församlingen annexförsamling i pastoratet Kuddby, Tåby, Å, Östra Stenby, Konungsund, Furingstad och Dagsberg. Församlingen uppgick 2008 i Västra Vikbolandets församling.
Församlingskod var 058118.

## Series Pastorum

### Kyrkoherdar
| Ämbetstid | Namn                           | Levnadstid | Övrigt                                                        |
| --------- | ------------------------------ | ---------- | ------------------------------------------------------------- |
| 1400      | Magnus                         |            |                                                               |
| 1477      | Magnus Hemmingi (Calmariensis) |            | Senare kyrkoherde i Vårdsbergs församling.                    |
| 1510      | Olavus Bartholdi               |            | Senare kyrkoherde i Häradshammars församling.                 |
| 1525–1556 | Petrus Nicolai                 |            |                                                               |
| 1556      | Olavus Andreae                 |            |                                                               |
| 1592      | Bothvidus                      | –1592      |                                                               |
| 1593–1609 | Gregorius                      | –1609      |                                                               |
| 1610–1648 | Olavus Gunnari                 | 1565–1648  |                                                               |
| 1641–1653 | Christophorus Bononis          | 1605–1658  |                                                               |
| 1653–1654 | Ericus Benedicti Uhrenius      | –1654      |                                                               |
| 1655–1684 | Olavus Thoreri Grotte          | 1618–1684  |                                                               |
| 1684–1700 | Jonas Winnerstedt              | 1650–1700  |                                                               |
| 1702–1704 | Johannes Wretander             | 1659–1704  |                                                               |
| 1705      | Johannes Bodinus               |            | Regementspastor vid Östgöta infanteriregemente. Utnämnd 1705. |
| 1706–1718 | Bothvidus Hammarvik            | 1683–1718  |                                                               |
| 1719–1733 | Johannes Isopedius Holtzberg   | 1677–1741  | Senare kyrkoherde i Åtvids församling.                        |
| 1734–1748 | Carl Brunkman                  | 1698–1748  |                                                               |
| 1751–1772 | Bengt Smedberg                 | 1695–1772  |                                                               |
| 1775–1788 | Nils Brunkman                  | 1732–1788  |                                                               |
| 1790–1837 | Johan Schenmark                | 1753–1837  | Kyrkoherde, prost och kontraktsprost.                         |
| 1839–1861 | Samuel Juringius               | 1771–1861  | Kyrkoherde och prost.                                         |
| 1863–1886 | Magnus Westergren              | 1803–1886  |                                                               |
| 1886–1909 | Knut Borg                      | 1854–1933  | Senare kyrkoherde i Vårdnäs församling.                       |

### Komministrar
| Ämbetstid | Namn          | Levnadstid | Övrigt |
| --------- | ------------- | ---------- | ------ |
| 1593      | Christophorus |            |        |

### Huspredikanter
För huspredikanter se gården Ravnäs säteri.

## Organister och klockare
| Ämbetstid | Namn                | Levnadstid | Övrigt                  |
| --------- | ------------------- | ---------- | ----------------------- |
| 1679      | Måns                |            | Klockare                |
| 1689-1693 | Lars                |            | Klockare                |
| 1703-1744 | Nils Eriksson       |            | Klockare                |
| 1746–1765 | Harald Pehrsson     | 1710–1765  | Organist och klockare   |
| 1767–1783 | Per Hammarbeck      |            | Organist och klockare   |
| 1785–1785 | Anders Eliasson     | –1785      | Organist och klockare   |
| 1787–1826 | Anders Tåhlin       | 1766–1826  | Organist och klockare   |
| 1826–1832 | Carl Fredric Tåhlin | 1808–      | Organist och klockare   |
| 1832–1836 | Per Johan Björling  | 1811–      | Organist och klockare   |
| 1836–1867 | Carl Wilén          | 1813–1867  | Organist och klockare   |
| 1868–1896 | Per August Hörner   | 1840–      | Organist och skollärare |